# 島之下信號場
島之下信號場（日语：／ Shimanoshita eki */?）是一個位於北海道富良野市字島之下的北海道旅客鐵道（JR北海道）根室本線的信號場。編號為T29。電報略號為マシ。
名稱源自阿伊努語的「mosir-kes-oma-nay」，意思是島嶼下游的河流，與「茂尻車站」來源相同。
由於近年使用人數持續低迷，JR北海道內部調查亦發現本站每日平均使用人次少於1人，因此決定於2017年3月4日起廢站，降級為信號場。

## 歷史
- 1913年11月10日：以國有鐵道的車站開始營業。一般車站。
- 1961年9月20日：廢除貨物處理。
- 1982年5月30日：廢除行李處理。同時車站無人化。
- 1987年4月1日：國鐵分割民營化後，由JR北海道繼承。
- 1991年10月22日：由於本車站～島之下車站之間興建瀧里水壩而改變鐵路路線，並因此興建的瀧里隧道及島之下隧道（共8.4公里）正式通行。瀧里車站被廢除。
- 2017年3月4日：廢站，成為信號場。

## 車站構造
- 島之下車站為擁有個2個側式月台及2條鐵路路線的地面車站，並設置平交道。
- 無人車站，設置自動售票機。

## 車站周邊
位於島之下的聚落。車站正面坡度不少的道路為行人專用的碎石道。車輛要進出車站需要使用左面的市道。
- 國道38號
- 島之下溫泉高原富良野
- 富良野巴士「島之下」、北海道中央巴士（高速富良野號）「島之下車站前」站

## 相鄰車站
北海道旅客鐵道
■根室本線
快速（只限上行3426D）、普通
野花南（T28）－（島之下信號場）－富良野（T30）

## 外部連結
- （日語）島之下車站
- （日語）參觀全部車站之旅 （页面存档备份，存于）